# Marko Vogt

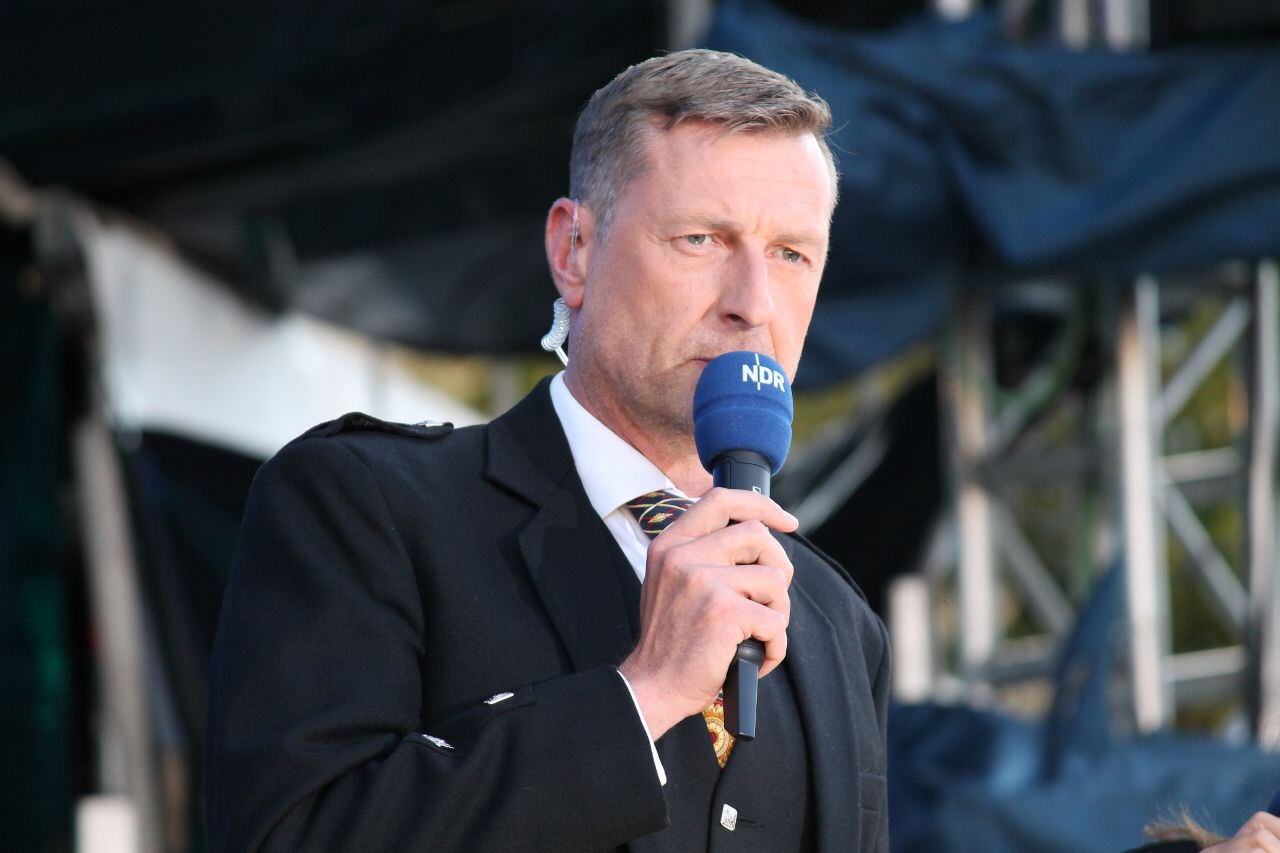
Marko Vogt – Moderation der NDR Sommertour 2017

Marko Vogt (* 1971 in Mühlhausen/Thüringen) ist ein deutscher Hörfunk- und Fernsehmoderator sowie Werbesprecher.

## Leben und Karriere
Nach seiner Schulausbildung in Mühlhausen in Thüringen erlernte er den Beruf des Kaufmanns im Einzelhandel bei der Karstadt AG. Die konzerninterne Aus- und Weiterbildung absolvierte er in Eschwege, Göttingen und Braunschweig. 1994 wechselte er als Vertriebsmitarbeiter in die Industrie zu Unternehmen wie Wrangler, Nike und Arena. Gleichzeitig begann er während seines Urlaubs ein Praktikum beim Privatsender Antenne Thüringen. Erste eigene Sendungen moderierte er bei Sendern wie Radio Charivari und Radio Gong 97,1 in Nürnberg.
1997 folgte der komplette Wechsel zum Radio und die Ausbildung an der Akademie für neue Medien. Folgestationen waren Radio Dresden und Radio Leipzig. Ende 1999 ging Vogt für ein Auslandspraktikum zu Hot 105 FM nach Miami, im Frühjahr 2000 wechselte er zu Antenne MV.
2004 moderierte Vogt zum Sendestart beim Teleshopping-Sender 1-2-3.tv, 2005 die Call-in-Sendung Die Spielemacher bei Tele 5. Im selben Jahr begann er bei NDR 1 Radio MV und übernahm dort 2007 die Marko-Vogt-Show und 2012 ein weiteres Formatprogramm, welches auf seine Person zugeschnitten war. Von Juni 2015 bis August 2020 war er der Host der täglichen Morningshow Die Frühaufsteher. Seit September 2022 ist er Chef vom Dienst beim Mitteldeutschen Rundfunk.
In den Jahren 2012 und 2013 moderierte er einige Ausgaben der Sendung Land und Leute im NDR-Fernsehen. Als Fan der Lindenstraße trat er 1999 in einer kleinen Nebenrolle in der ARD-Serie auf.
Seit 2004 ist er Geschäftsführer und Inhaber der Produktionsfirma marko-media, die hauptsächlich Werbespots für Telefonanlagen und Instore-Werbung für den Einzelhandel in Deutschland, Österreich und der Schweiz produziert. Vogt ist durch diese Tätigkeit die Telefonstimme in vielen Unternehmen.
Im Januar 2020 gründete er die Sportvertriebsfirma magic-sport.de und vertreibt Sportartikel in Norddeutschland.
| Personendaten    | Personendaten                                               |
| ---------------- | ----------------------------------------------------------- |
| NAME             | Vogt, Marko                                                 |
| KURZBESCHREIBUNG | deutscher Hörfunk- und Fernsehmoderator sowie Werbesprecher |
| GEBURTSDATUM     | 5. Oktober 1971                                             |
| GEBURTSORT       | Mühlhausen/Thüringen                                        |